# Курята
Курята (рос. Курята) — присілок Бокситогорського району Ленінградської області Росії. Входить до складу Климовського сільського поселення.
Населення — 2 особи (2012 рік).